# Spedizione britannica all'Everest del 1933

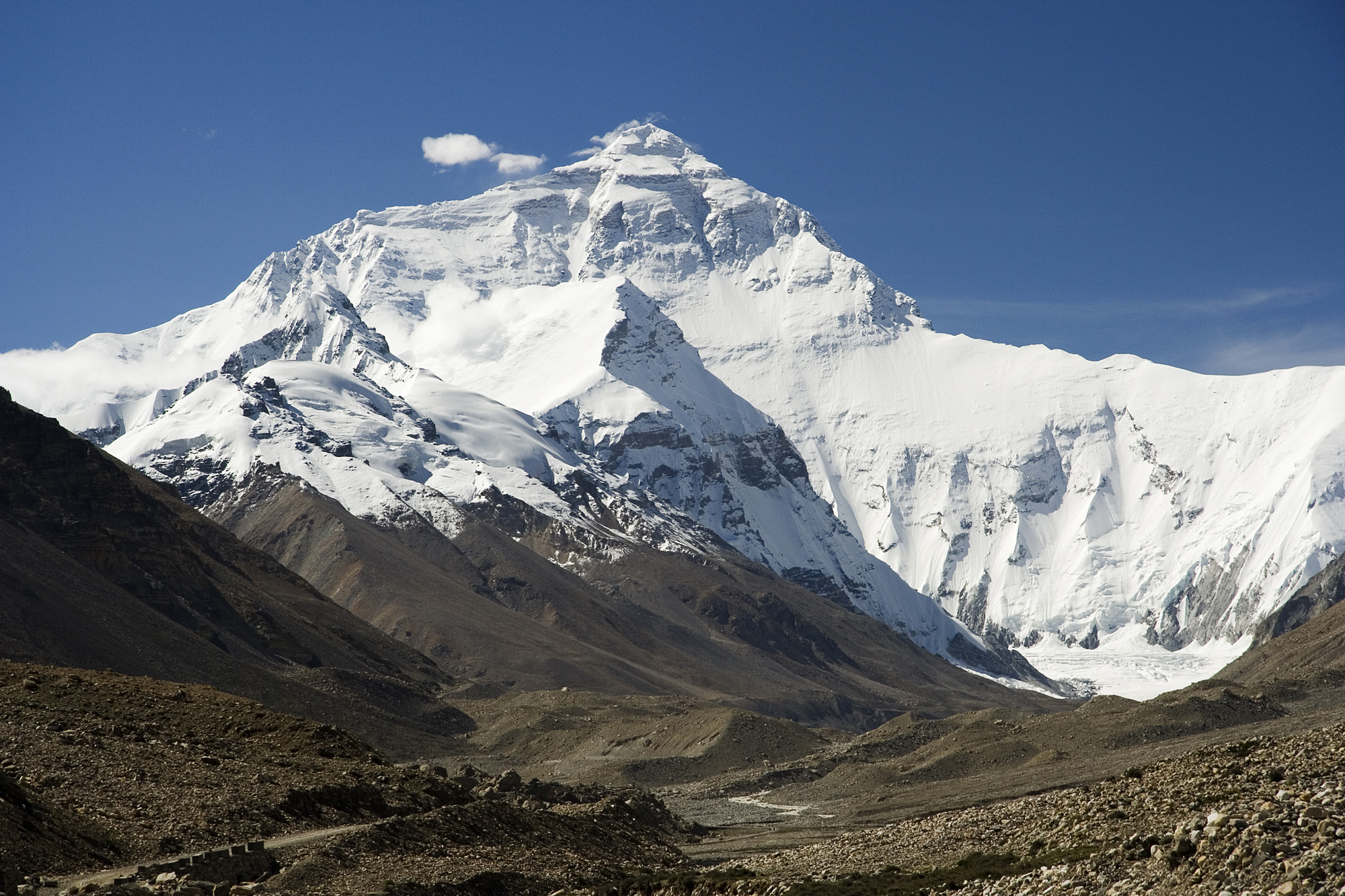
La parete nord dell'Everest, luogo del tentativo di scalata del 1933

La spedizione britannica all'Everest del 1933 fu, dopo la spedizione di ricognizione del 1921, e la spedizione del 1922 e del 1924, la quarta spedizione britannica sull'Everest e la terza con l'intenzione di effettuare la prima salita.
Come le precedenti spedizioni per scalare la montagna, la spedizione del 1933 non ebbe successo, sebbene in due tentativi separati Lawrence Wager e Percy Wyn-Harris, e in seguito Frank Smythe, stabilirono un record di altitudine per l'arrampicata senza ossigeno supplementare che non fu battuto fino a quando Reinhold Messner e Peter Habeler raggiunsero la vetta nel 1978. Durante il tentativo di scalata di Wager e Wyn-Harris, fu rinvenuta sui fianchi della parete nord la piccozza di Andrew Irvine, scomparso con Mallory nel tentativo del 1924 mentre si dirigeva verso la vetta.

## La situazione nel 1933

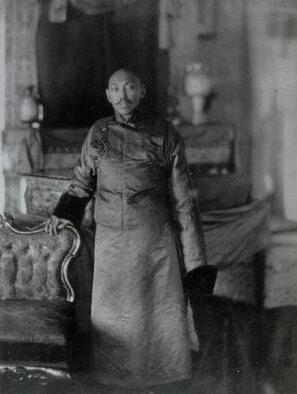
Thubten Gyatso, il 13º Dalai Lama, che nel 1932 diede agli inglesi il permesso di fare un altro tentativo sull'Everest

In seguito ai tentativi falliti di scalare l'Everest nel 1922 e nel 1924, gli inglesi attesero otto anni prima che il 13º Dalai Lama concedesse il permesso nell'agosto 1932 per l'avvicinamento alla montagna dal Tibet nel nord, a condizione che tutti gli alpinisti partecipanti fossero britannici. Questo permesso venne ottenuto grazie al lavoro combinato dell'India Office, del governo indiano e del tenente colonnello JLR Weir, l'agente politico britannico nel Sikkim . Il loro lavoro era urgente, dal momento che i britannici temevano che i tedeschi, dopo i tentativi sul Kangchenjunga e al Nanga Parbat, potessero prendere di mira l'Everest..

## Preparativi

### Partecipanti
Toccò al Comitato del Monte Everest, l'organismo che finanziò tutti i tentativi prebellici sul Monte Everest,  nominare un capo per la spedizione. La scelta più ovvia, il generale CG Bruce, non era disponibile; altri due uomini idonei, entrambi, come Bruce, in precedenti spedizioni sull'Everest, furono avvicinati ma rifiutarono l'offerta: il brigadiere EF Norton, che era stato recentemente nominato a una posizione ad Aldershot, e il maggiore Geoffrey Bruce, che era sul punto di assumere un posto a Quetta . Hugh Ruttledge fu scelto come capo, a condizione che, a quarantotto anni, non avrebbe intrapreso alcuna arrampicata sui tratti più alti della montagna. La sua scelta sorprese tutti, incluso Ruttledge, che, sebbene fosse un esploratore veterano nella zona dell'Himalaya, non aveva fatto molto in termini di alpinismo all'avanguardia; soffriva anche di zoppia a causa di un "incidente durante una caccia al cinghiale".

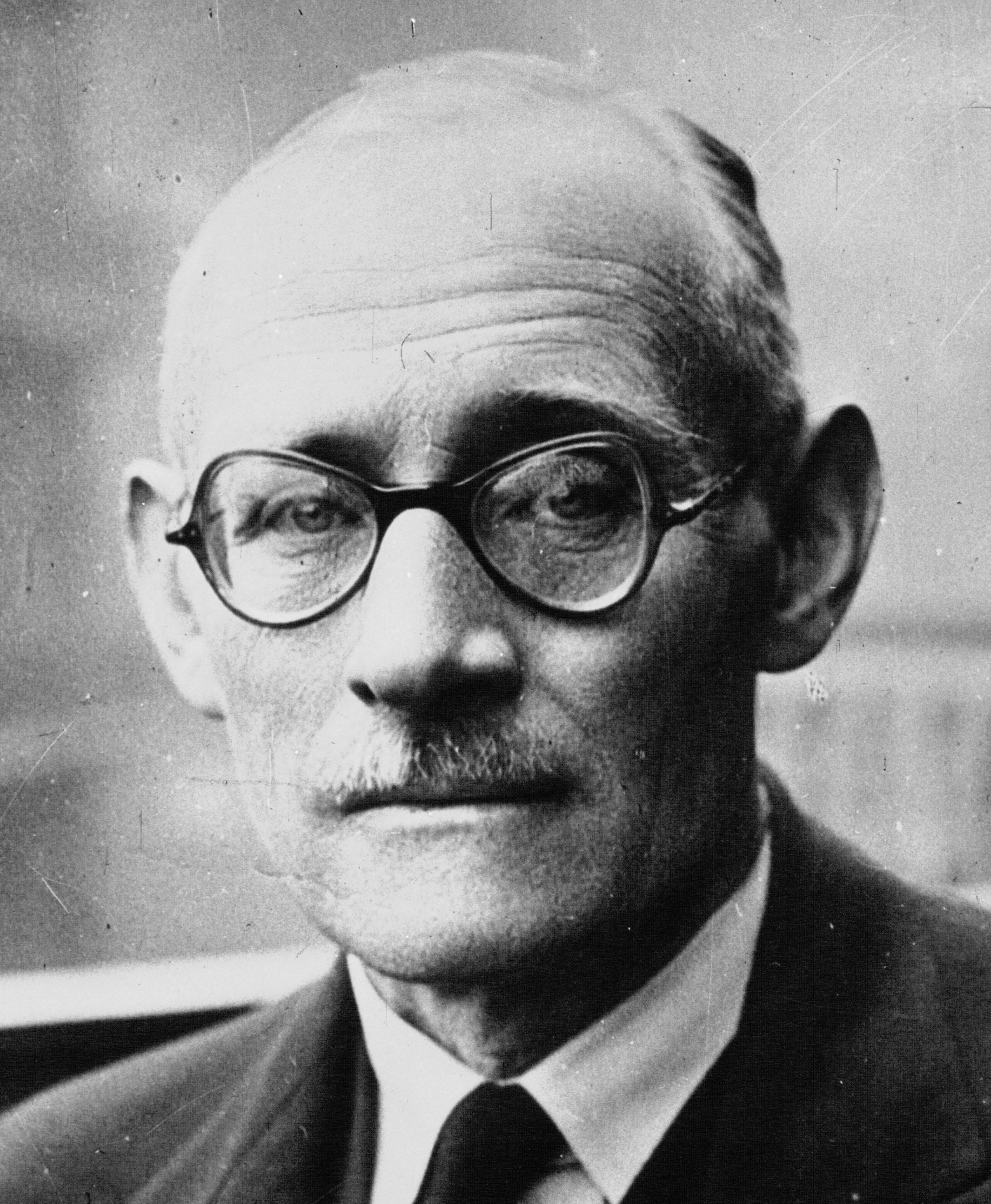
Hugh Ruttledge, il capo della spedizione, nel 1936

Ruttledge è stato incaricato di reclutare il personale di arrampicata britannico per la spedizione, assistito da un sottocomitato consultivo composto da Norton, TG Longstaff e Sydney Spencer, con anche Geoffrey Winthrop Young a fornire assistenza. Ruttledge desiderava invitare i veterani dell'Everest; né Noel Odell né Somervell erano disponibili, ma Edward Shebbeare, che era stato ufficiale dei trasporti nel 1924, fu nuovamente selezionato nel ruolo, questa volta nominato vice capo: a quarantanove anni, era il membro più anziano della spedizione; Crawford era stato anche sull'Everest, nel 1922. Anche altri membri del gruppo avevano precedenti esperienze himalayane, in particolare Shipton, che aveva scalato il Kamet (così come il Monte Kenya), il dottor Raymond Greene, il medico senior della spedizione che aveva scalato anch'esso il Kamet, e Smythe, che non solo aveva scalato il Kamet, ma aveva partecipato alla spedizione internazionale nel Kangchenjunga con il professor Dyrenfurth. Anche Birnie aveva partecipato alla spedizione sul Kamet, come ufficiale dei trasporti. Esclusioni notevoli furono molti dei migliori alpinisti britannici dell'epoca - Alf Bridge, Colin Kirkus e Maurice Linnell - che riflettevano l'approccio tradizionale del sottocomitato, così come dello stesso Ruttledge, che disse: "Sono sempre più dell''opinione che dobbiamo stare attenti alla scuola di rocciatori del nord britannico se vogliamo avere successo sull'Everest. Individualmente sono probabilmente brave persone, ma sono una corporazione stretta, con, mi sembra, un disprezzo per chiunque sia al di fuori del proprio clan."
Questi i sedici uomini che costituirono i componenti britannici della squadra che tentò la scalata della montagna e, secondo Ruttledge, con l'eccezione di lui, Shebbeare e dei due operatori radio, furono scelti "con la precisa idea che fossero potenzialmente capaci di partecipare agli ultimi assalti alla montagna.
| Nome                      | Funzione                             | Professione                                    |
| ------------------------- | ------------------------------------ | ---------------------------------------------- |
| Hugh Ruttledge            | Capospedizione                       | Funzionario pubblico (servizio civile indiano) |
| E.O. Shebbeare            | Vice capo e addetto ai trasporti     | Servizio forestale indiano                     |
| Capitano E. St. J. Birnie | Alpinista                            | Soldato (Cavalleria di Sam Browne)             |
| Maggiore H. Boustead      | Alpinista                            | Soldato (Sudan Camel Corps)                    |
| T.A. Brocklebank          | Alpinista                            | Laureato a Cambridge                           |
| C.G. Crawford             | Alpinista                            | Funzionario pubblico (servizio civile indiano) |
| Dott. Raymond Greene      | Primo ufficiale medico e alpinista   | Medico                                         |
| JL Longland               | Alpinista                            | Docente di inglese alla Durham University      |
| Il dottor W. McLean       | Secondo ufficiale medico e alpinista | Membro della Mission to the Jews, Gerusalemme  |
| Eric Shipton              | Alpinista                            | Colono in Kenya                                |
| W.R. Smith-Windham        | Operatore radio                      | Soldato ( Royal Corps of Signals )             |
| F.S. Smythe               | Alpinista                            | Avventuriero                                   |
| E.C. Thompson             | Operatore radio                      | Soldato ( Royal Corps of Signals )             |
| Lawrence Wager            | Alpinista                            | Docente di geologia                            |
| G. Wood-Johnson           | Alpinista                            | Proprietario di piantagioni di tè              |
| P. Wyn-Harris             | Alpinista                            | Funzionario pubblico (servizio civile keniota) |

A tutti i membri della spedizione che vivevano in Gran Bretagna avrebbero dovuto sottoporsi a un test fisico e psicologico da parte del Consiglio medico della RAF, seguito da un test finale del dottor Claude Wilson.

### Finanziamenti e attrezzature
Il Comitato del Monte Everest fornì 5000 sterline per i costi della spedizione, stimati le 11,000 e le 13,000 sterline. Ulteriori fondi furono assicurati per mezzo del contratto di Ruttledge con Hodder & Stoughton, un contratto con il Daily Telegraph e un regalo di 100 sterline da parte di re Giorgio V. Molte aziende fornirono articoli di equipaggiamento gratuitamente o con uno sconto.

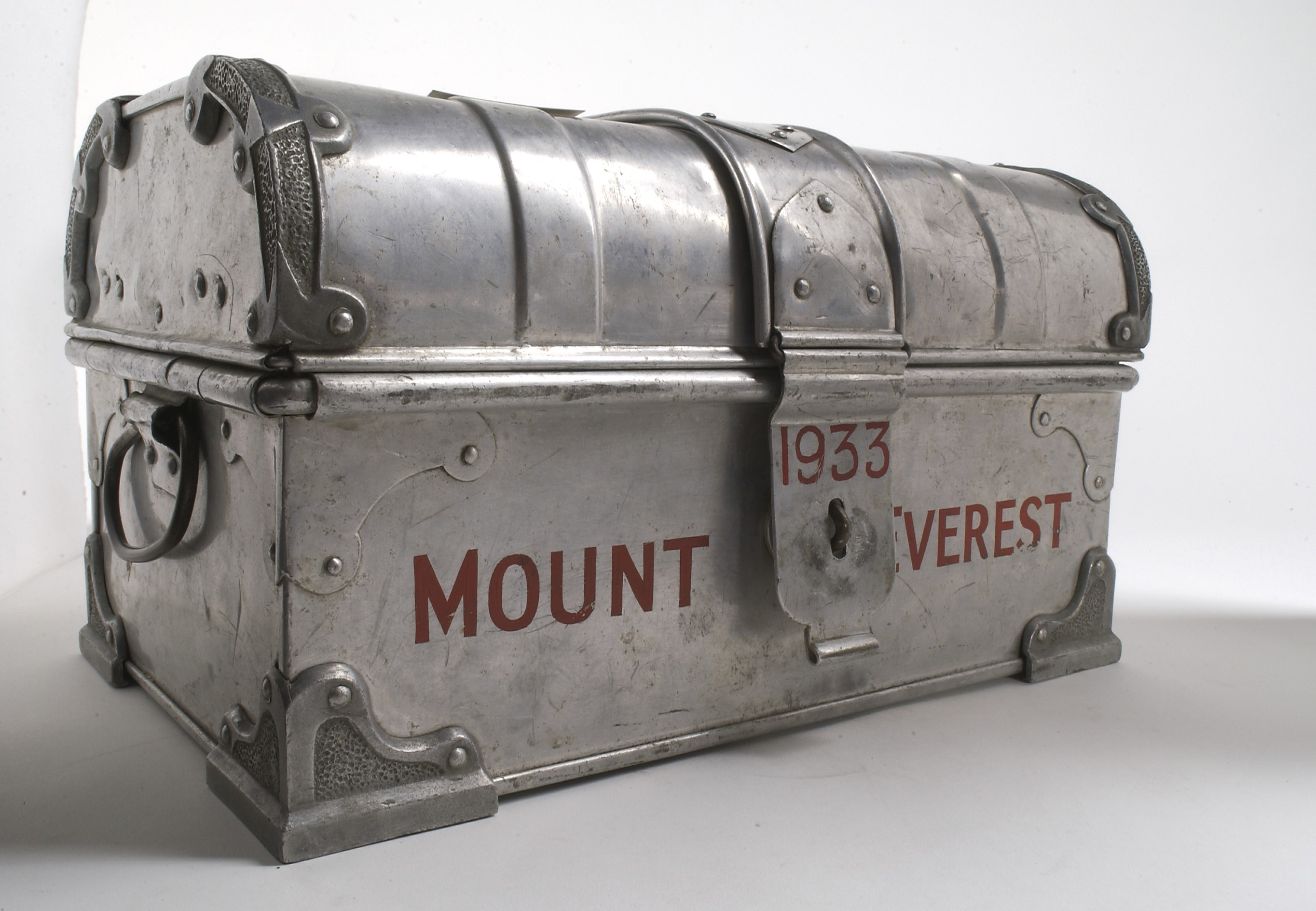
Una cassetta di medicinali Tabloid, piena di prodotti Burroughs Wellcome Tabloid, utilizzata nella spedizione sull'Everest del 1933

Vennero acquistati cinque tipi di tende: una tenda da mensa per sedici uomini realizzata da Silver e Edgington; tre tende a campana di Muir Mills di Cawnpore per i portatori, progettate per quattordici uomini ma occasionalmente ne potevano ospitare ventuno; tre tende artiche da sei posti Camp and Sports (un progetto ibrido tra la tenda artica di Watkins e una yurta ), che sembravano, secondo Greene, come un "budino di prugne senza il rametto di agrifoglio" e definite "i veri successi della spedizione " da Ruttledge per essere sopravvissuto alle bufere di neve che si sono abbattute sul ghiacciaio di Rongbuk orientale al Campo III; e sia le tende Silver che Edgington Meade, che le tende Meade modificate realizzate da Burns of Manchester. Inoltre, Longland acquistò una serie di tende di emergenza leggere. Burns, e Silver e Edgington, fornirono anche sacchi a pelo in piuma, incluso il modello superiore a doppio sacco; Jaeger fornì sacchi a pelo; e Sir George Lowndes fornì una borsa in cui tre uomini avrebbero potuto ripararsi in caso di emergenza se non fossero riusciti a raggiungere le loro tende. Robert Lawrie di Burnley fornì stivali doppi in pelle d'alta quota con chiodi clinker sulla suola in cuoio, mentre gli stivali da avvicinamento vennero forniti da John Marlow e Son, e F.P. Baker and Co. Gli stivali da campo alti fino al ginocchio in montone e lana provenivano da Clarke, Son & Morland. Il dottor T. Magor Cardell e il signor Hamblin progettarono congiuntamente occhiali da alta quota con vetro colorato di arancione e le piccozze e i ramponi vennero acquistati, tra gli altri, da Horeschowsky in Austria. Furono prese anche fasce mollettiere, realizzate in Kashmir su progetto suggerito dal generale Bruce. La Beale di Londra fornì oltre 600 metri di corda e filo leggero dell'Alpine Club; altri 600 metri provenivano da Jones di Liverpool.
Come per le precedenti spedizioni sull'Everest, fu portato ossigeno supplementare. Si decise di utilizzarlo solo al di sopra del Colle Nord, e quindi solo in caso di emergenza se l'acclimatazione non fosse andata a buon fine. Greene lavorò in tandem con la British Association of Oxygen Supply e la Siebe, Gorman &amp; Co. e infine fu creato un modello di 5,8 kg,  non più dotato di flussimetro ma con un fischietto che annunciava il flusso di ossigeno attraverso la valvola.

## Viaggio

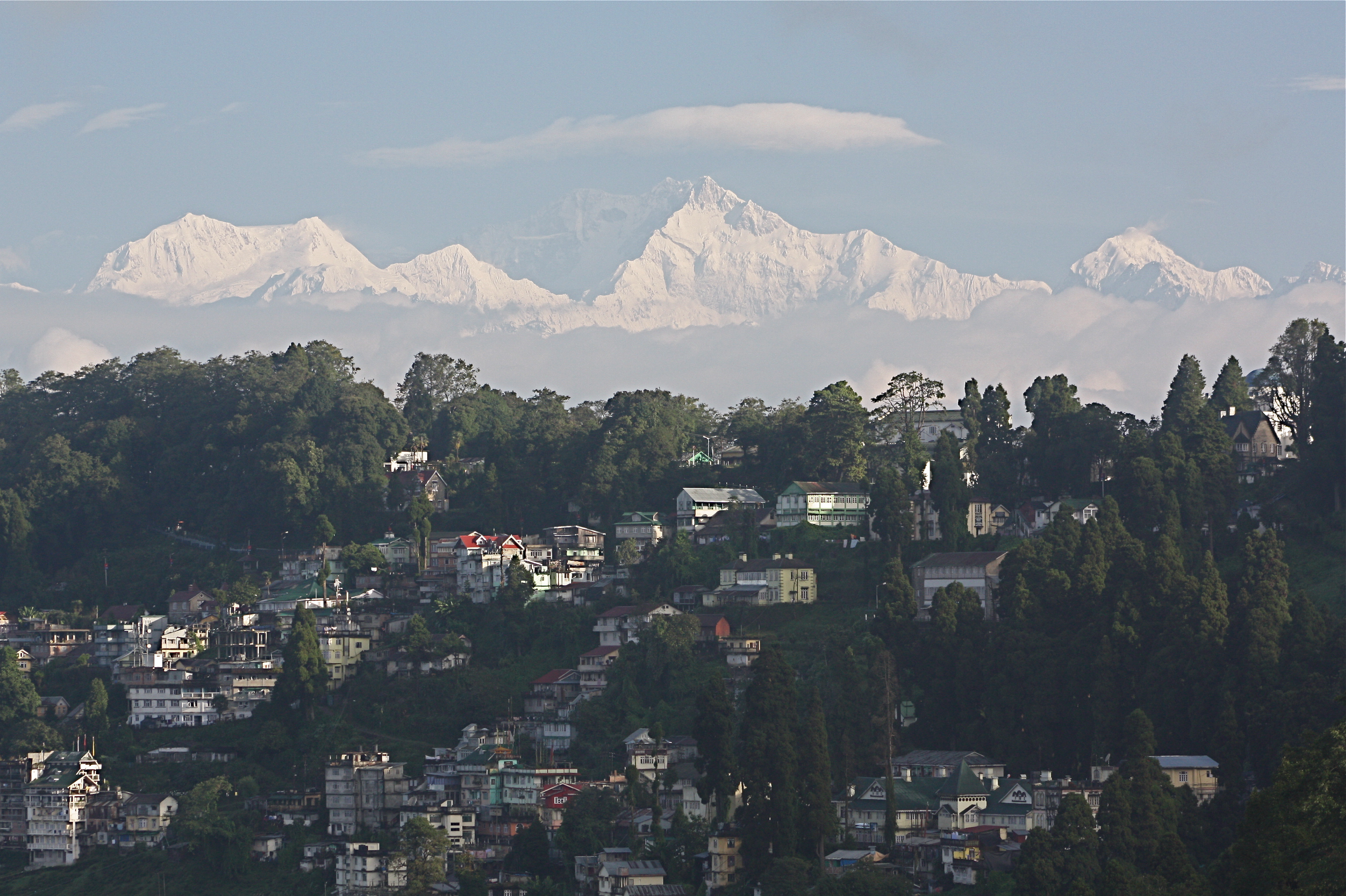
Darjeeling, dove si riunirono i membri della spedizione e dove venivano organizzati portatori, rifornimenti e trasporti. Sullo sfondo si vede il Kangchenjunga.

Il gruppo principale lasciò l'Inghilterra via mare il 20 gennaio 1933, fermandosi a Gibilterra, dove la Rocca di Gibilterra "offriva uno o due problemi di arrampicata", e Aden. Il tempo in mare fu speso discutendo del problema della scalata dell'Everest e dell'installazione dei vari campi sul suo lato settentrionale, nonché dell'apprendimento della lingua nepalese, della quale Crawford era esperto. Il gruppo scese a Bombay, dove fu assistito da C.E. Boreham, il responsabile delle scorte dell'esercito e della marina. Ruttledge, un collaboratore indiano, li portò a fare visite guidate ad Agra e Fatehpur Sikri. Passando per Calcutta, dove furono intrattenuti dal governatore del Bengala, Sir John Anderson, i membri della spedizione si diressero a Darjeeling, dove Smythe, Greene e Birnie si unirono a loro, mentre Ruttledge andò a Siliguri per incontrarsi con Shebbeare e discutere le modalità di trasporto. A Darjeeling furono selezionati portatori per la marcia, gli sherpa di Ruttledge dal suo viaggio del 1932, Nima Dorje e Sanam Topgye, essendo andati a Sola Khombu per avvisare i potenziali candidati dell'esistenza della spedizione britannica. Llakpar Chedi, Lewa e Nursang sono stati selezionati come sadar. Inoltre, furono portati con sé Nima Tendrup, un veterano di molte spedizioni sull'Everest, così come un certo numero di sherpa che avevano partecipato alle recenti spedizioni tedesche nel Kangchenjunga. Karma Paul, che aveva partecipato alle spedizioni britanniche del 1922 e del 1924, fu preso come interprete. Tutti i portatori vennero sottoposti a screening all'ospedale di Darjeeling, il 34% risultò essere infetto da parassiti interni, quindi vennero vestiti con un pigiama a righe bianche e blu e ricevettero dischi di identità numerati.
Il 2 marzo, davanti al Planters' Club di Darjeeling, vi fu la cerimonia di benedizione di tutti i partecipanti alla spedizione da parte dei lama del monastero di Ghoom. Ruttledge osservò che "la cerimonia è stata condotta con una tranquilla dignità che nessuno che ha avuto il privilegio di essere presente dimenticherà mai".
Il piano iniziale era di marciare verso l'Everest attraverso la rotta più breve e diretta sul Sebu La, ma questo passo era ancora coperto di neve, quindi fu presa la strada alternativa e più lunga fino alla valle di Chumbi via Phari Dzong. La spedizione fu divisa in due gruppi per la prima parte del viaggio, con l'intenzione di riunire tutti i gruppi a Gautsa. Quelli senza esperienza himalayana partirono per primi, il 3 marzo; il secondo gruppo, che comprendeva Ruttledge, Shebbeare, Greene, Smythe e Birnie, partì l'8 marzo. A Kalimpong, il commerciante del governo tibetano, Pangda Tsang, dichiarò che il pesante convoglio di bagagli con muli doveva andare a Kampa Dzong attraverso il Jelep La, quindi un terzo gruppo, composto da Smijth-Windham, Thompson e Karma Paul, accompagnò il treno con l'intenzione di ricongiungersi al secondo gruppo a Yatung.
Il percorso della spedizione passò quindi attraverso Pedong e Pakhyong, fino a raggiungere Gangtok, la capitale del Sikkim, dove avrebbe avuto sede il servizio postale di Lobsang Tsering; che avrebbe ricevuto la posta della spedizione e l'avrebbe inoltrata a Calcutta. La spedizione è stata poi intrattenuta da F. Williamson, l'agente politico in Sikkim, che consegnò ai membri il passaporto con il sigillo del governo tibetano. Il passaporto copriva quattordici persone anziché sedici, omettendo i due operatori radio della spedizione, cosa che in seguito lasciò perplesso il Dipon di Pipitang, anche se la questione fu presto risolta a seguito di un telegramma a Williamson. Il gruppo incontrò il Maharaja del Sikkim, quindi partì per Karponang, Tsomgo e la traversata del Natu La, dove quattro membri del gruppo scalarono la vetta del Chomunko (5,300 metri).

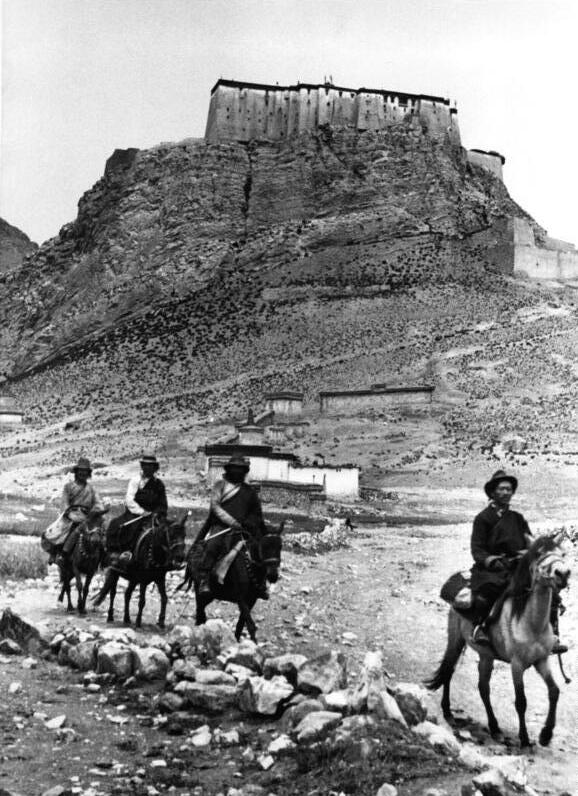
Kampa Dzong nel 1938

La discesa fu fatta a Chumbitang, e quindi a Yatung, oltre il monastero di Khajuk, dove il lama e i monaci erano confusi sul motivo per cui qualcuno avrebbe voluto scalare l'Everest. L'agente commerciale britannico a Yatung, il capitano Russell, intrattenne i membri del gruppo, seguito da una partita di polo organizzata da Wood-Johnson. L'intera spedizione si incontrò a Gautsa, dove Ruttledge nominò Shebbeare "secondo in comando". Qui il tempo divenne molto più freddo, con le prime nevicate in arrivo la sera del 22 marzo. Passando oltre Phari Dzong il 25 marzo, a causa della neve è stata effettuata una deviazione sul Tang La dalla via normale a causa di un vento fortissimo, scendendo a Shabra Shubra e poi sul Dongka La e Chago La fino a Limbu, Tatsang e infine Kampa Dzong, raggiunto il 29 marzo, da un passo sopra il quale il gruppo ebbe la sua prima vista dell'Everest a cento miglia di distanza. A Kampa Dzong, che possedeva "bellezza architettonica di prim'ordine", Ruttledge si vestì con un finto abito formale: un abito di seta tibetano con fodera in montone e cintura rossa, sormontato da un cappello da opera pieghevole che era stato originariamente portato dall'Inghilterra come ricompensa per il portatore di maggior successo. Ruttledge commentò: "L'effetto era tutto ciò che si poteva desiderare. Qui ovviamente c'era un uomo di livello che si trovava nel suo stesso paese. L'intensità richiamò l'intensità nel modo più amichevole, con rispetto reciproco; e le nostre trattative ebbero pieno successo". Il nyapala invitò i membri a visitare il bogo di Kampa Dzong. La vicina tomba di Alexander Kellas, il pioniere dell'arrampicata scozzese morto nel 1921 mentre si recava alla prima spedizione sull'Everest, era stata rovinata e così i membri della spedizione trascinarono una lastra fresca per coprire il punto, intagliarono di nuovo l'iscrizione esistente, ed eseguirono una breve cerimonia su di esso. Le scorte anticipate erano arrivate a Kampa Dzong, così come gli yak e Longland, in qualità di incaricato della logistica, avevano deciso di organizzarle. Il gruppo partì il 2 aprile, superando Lingga e Mende sulla strada per Tengkye Dzong. Qui organizzarono una partita di calcio, Boustead tenne un'esibizione di boxe e Longlandallestì un'esibizione di salto con l'asta usando un'asta di bambù (fotografato da Smythe). Lasciando la città il 5 aprile, il gruppo si recò a Khengu attraverso il passo Bahman Dopté; a Khengu Lopsang Tsering cadde dal pony e si ruppe la clavicola; l'anestetico somministrato da Greene gli fermò il cuore e solo una vigorosa rianimazione, aiutata dalla coramina, gli salvò la vita.
Il fiume Chiblung-Chu fu poi guadato due volte prima dell'accampamento di Jikyop, poi il gruppo proseguì verso Trangso-Chumbab e Kyishong, e poi attraverso un paesaggio paragonato da Shebbeare alle "montagne della luna" fino a raggiungere Shekar Dzong, un vertiginoso insediamento di case bianche e due monasteri che Ruttledge definì "l'ambientazione di una fiaba, un luogo d'incanto". Qui ci fu un'epidemia di vaiolo; ma peggiore, secondo Ruttledge, fu il furto di attrezzature - inclusi stivali da alta quota e una tenda Meade - e provviste, per i quali i conducenti del convoglio bagagli furono fustigati dagli Dzongpen il giorno successivo, sebbene il colpevole non fu mai scoperto. Le tende artiche della spedizione furono piantate per la prima volta a Shekar, con approvazione generale, e si tenne una sessione di taglio dei capelli, con Wyn-Harris che si dimostrò un abile barbiere. Il 13 aprile il gruppo partì, superando i 5000 metri del Pang La prima della discesa a Tashidzom, dove erano alloggiati i pony della spedizione.
Chö-Dzong fu raggiunto il 15 aprile, da una collina sopra la quale venne ottenuta una visione chiara dell'Everest con un telescopio navale. La parete nord sembrava relativamente priva di neve e le sporgenze lungo le quali Norton attraversava erano chiare alla vista ma, secondo Ruttledge, sembravano "notevolmente difficili", mentre il Second Step a strapiombo sembrava "un ostacolo formidabile" e, sebbene i pendii sommitali apparissero fattibili, "il problema era raggiungerli attraverso le spaventose lastre delle pareti del canale".

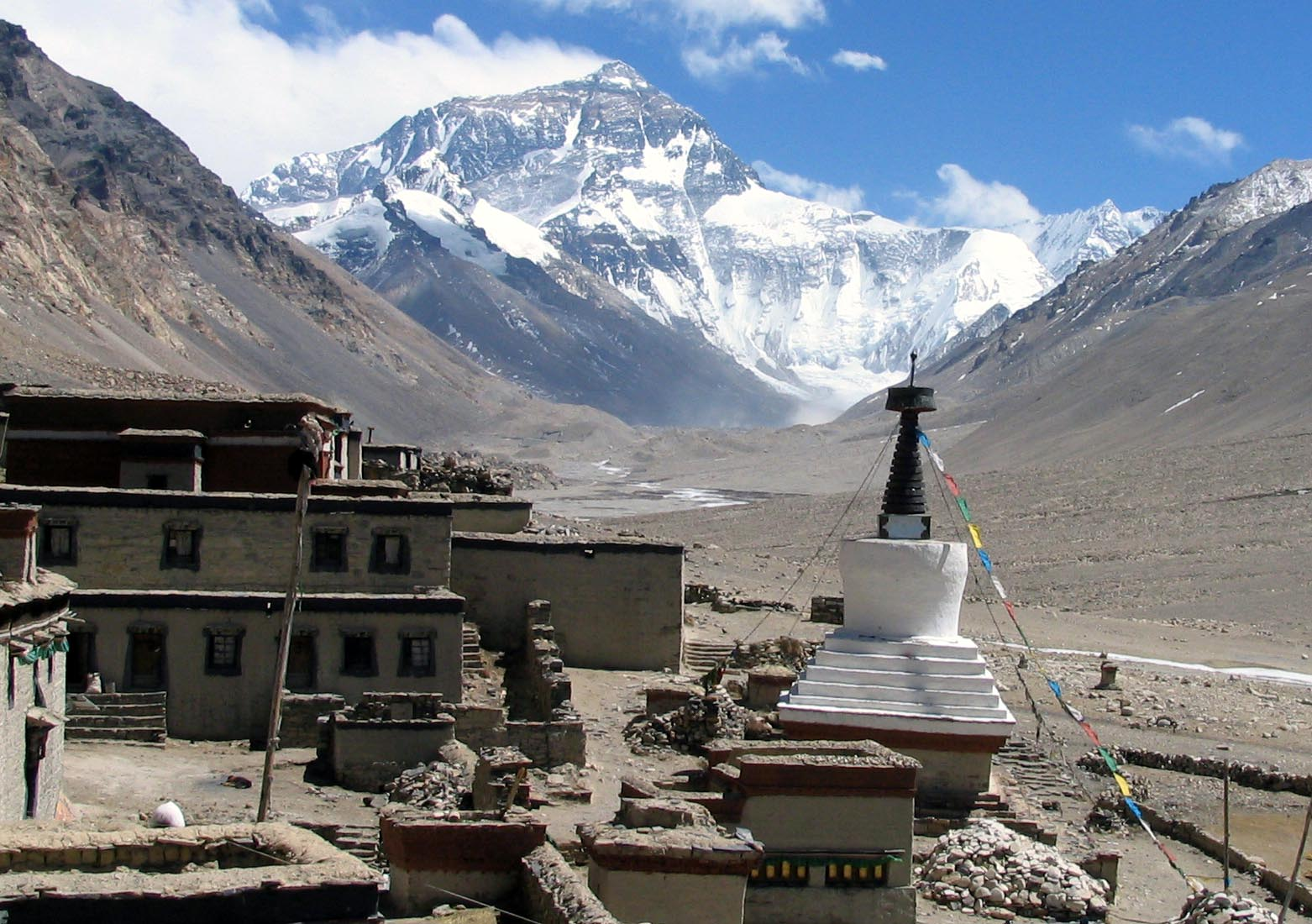
Il Monastero di Rongbuk, con la parete nord dell'Everest (sullo sfondo). I membri della spedizione furono benedetti nel monastero dal lama.

Ruttledge descrisse questa prima vista ravvicinata e dettagliata delle montagne:
"L'oscurità iniziò a scendere mentre le nubi scendevano dalla vetta. Scendemmo al campo abbastanza ottimisti. Almeno fummo in grado, per la prima volta, di vedere coi nostri occhi, di esprimere un giudizio in modo diretto, e da una distanza che ci consentiva una vera prospettiva. Da questo punto dovremo essere sempre più sotto la montagna per stimare le difficoltà con accuratezza".
Mentre il gruppo marciava lungo la valle di Rongbuk superando enormi morene verso il monastero di Rongbuk, numerosi tibetani li superarono in gran numero dal monastero. Karma Paul, l'interprete, fu inviato a chiedere udienza dal lama del monastero, poiché la sua benedizione era considerata importante sia dai portatori tibetani che da quelli di Sola Khombu in Nepal. Avendo successo questa petizione, il lama – dopo aver chiesto a Ruttledge se fosse imparentato con il generale Bruce, capo dell'ultima spedizione passata vicino al monastero – benedisse ogni membro della spedizione individualmente, toccandogli la testa con il suo dorje mentre pronunciava le parole " Om mane padme hum "

## Installazione dei campi
Il 17 aprile fu installato il campo base, posizionato nello stesso punto delle precedenti spedizioni, quattro miglia oltre il monastero di Rongbuk. Qui un certo numero di membri del team si ammalò: Crawford aveva la bronchite, Wyn-Harris aveva avuto l'influenza e Thompson soffriva di problemi cardiaci. Si scoprì che Ondi, un portatore, aveva la doppia polmonite, quindi lui, Crawford e Maclean scesero a Rongbuk. Nonostante ciò, tutti lavorarono duramente per stabilire i campi inferiori, il principio era che ogni campo doveva essere completamente attrezzato prima di passare a uno più in alto, in modo che ciascuno potesse essere mantenuto durante i periodi di maltempo, piuttosto che abbandonato. L'apparecchiatura radio, gestita da Smijth-Windham e Thompson, entrò presto in azione e il 20 aprile fu ricevuto un segnale da Darjeeling. Una "stanza radio" venne allestita in una tenda e vennero installate due antenne radio, un generatore eolico e un motore a benzina. Le casse dei soldi della spedizione al campo base erano sorvegliate dal maggiore Havildar Gaggan Singh, il soldato Gurkha, mentre i suoi due sottufficiali, Lachman Singh e Bahadur Gurung, supervisionavano i campi sui ghiacciai.
Utilizzando la manodopera locale tibetana da Shekar Dzong fino al Campo II per risparmiare i portatori d'alta quota, il 21 aprile è stato istituito il Campo I, a 400 iarde (365 m) dal ghiacciaio East Rongbuk, Smythe, Shipton, Birnie, Boustead, Wood-Johnson e Brocklebank passarono tutti la notte lì, mentre il Campo II, a 19.800 ft (6035 m) sul lato occidentale del ghiacciaio East Rongbuk, il 26 aprile, da Smythe, Shipton, Boustead e Wood-Johnson. Qui, in "un importante centro nevralgico nelle vie di comunicazione", furono erette tende per ospitare almeno quaranta uomini. .

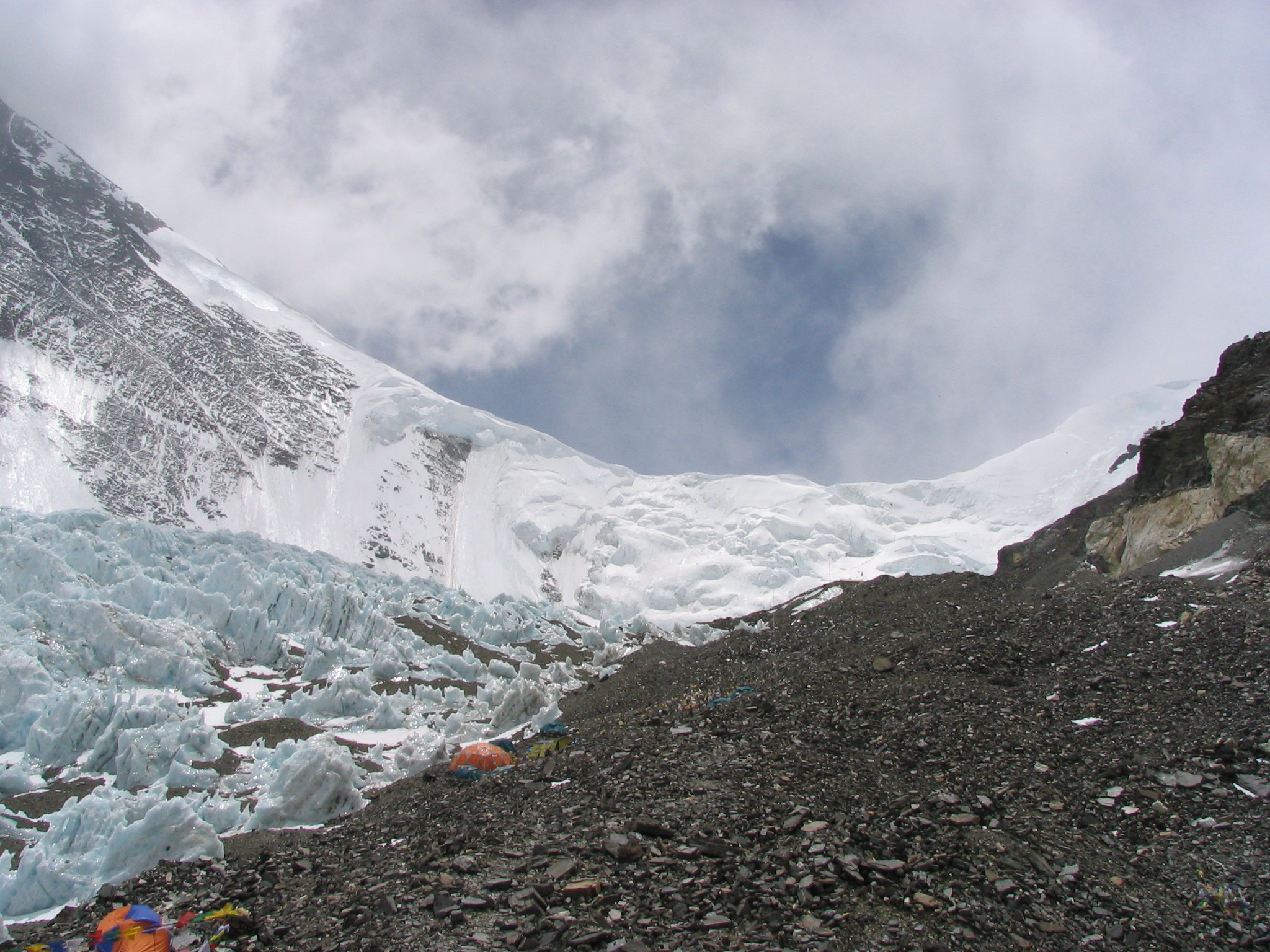
Morene e seracchi che portano alla parete di ghiaccio sotto il Colle Nord

Il campo III fu piantato il 2 maggio da Smythe, Shipton, Birnie, Boustead, Wood-Johnson e Longland, insieme ai portatori, con l'intenzione che sarebbe stato completamente indipendente dal campo base e che avrebbe potuto rifornire rapidamente campi più alti. Il campo era a poco più di 6400 metri. Da qui il Colle Nord era ben visibile e costituiva, nelle parole di Ruttledge, "il primo grave problema di montagna... per un ghiacciaio ripido c'è sempre caduta di neve, e il percorso possibile un anno può essere solcato da crepacci o sbarrato da lastre di ghiaccio quello dopo". Consapevoli della valanga che uccise sette portatori durante la spedizione del 1922, i membri del team furono cauti nel loro avvicinamento ai 1000 metri di muro verticale di ghiaccio che portava al Colle Nord. Ai suoi piedi fu allestito un Campo IIIa per alleviare le difficoltà di scalare questa parete; alla fine, il percorso intrapreso dalla spedizione del 1924 si rivelò impossibile - "ci sarebbero volute settimane per abbreviare i passi su questo pendio", - fu scelto lo stesso percorso intrapreso nel 1922, che portava a un punto piano sul lato inferiore di un crepaccio sotto il colle, che doveva essere il sito del campo IV. Smythe, Shipton, Greene, Longland, Wyn-Harris, Wager e Brocklebank scalarono il pendio e lo dotarono di corde fisse tra l'8 e il 15 maggio; ogni giorno i gradini che tagliavano si riempivano di neve, rendendo faticosa la risalita. Smythe e Shipton effettuarono l'ultima salita su una sezione verticale di ghiaccio fino alla sporgenza usando tattiche combinate il 12 maggio ("uno sforzo di grande tecnica sul ghiaccio, che portò a sinceri complimenti") con Longland e Wager che ripararono la scala di corde (prodotte, insieme ad altre due, dallo Yorkshire Rambling Club) il giorno successivo. Il maltempo impedì l'istituzione del Campo IV fino al 15 maggio; da allora in poi, il campo fu rifornito da Crawford e Brockleback in quella che Ruttledge chiamò "la loro grande serie di sei salite e discese delle pendici del Colle Nord... [rendendo] sicura la posizione del gruppo in alto"
Una volta raggiunto il Colle Nord, fu possibile l'insediamento di accampamenti più in alto sulla montagna. C'era, tuttavia, disaccordo sull'ubicazione del campo V. Il 20 maggio un gruppo formato da Wyn-Harris, Birnie e Boustead, con i portatori, lasciò tutte le scorte sul pendio e tornò al campo IV, con Wyn-Harris che avrebbe voluto andare molto più in alto degli altri. Ruttledge, venendo a conoscenza di ciò da una lettera inviata al Campo IIIa, decise di salire al Campo IV "per rafforzare la posizione". Mandò Wyn-Harris, Greene, Birnie e Boustead, con i portatori, a quota più alta con l'obiettivo di lanciare il Campo V a 7600 metri e poi il campo VI ancora più in alto il giorno successivo, Lhakpa Chedi li accompagnava con una squadra di otto portatori; Birnie e Boustead, con i portatori, sarebbero quindi scesi, mentre Wager e Longland sarebbero saliti al Campo V, quindi sarebbero scesi, e Shipton e Smythe sarebbero andati al Campo V, quindi al Campo VI, con l'obiettivo di avere due gruppi in vetta sul posto. Alla fine il campo V fu piantato a 7650 metri il 22 maggio, gli alpinisti superarono la tenda Meade distrutta di George Finch nella spedizione del 1922, vicino alla quale furono trovate un certo numero di bombole di ossigeno - una Greene ancora funzionante, rinfrescata - e una bomboletta non aperta di pellicola Kodak, anche se più vicino ispezione più in basso si è scoperto che non c'erano esposizioni sulla pellicola. Greene, che avrebbe dovuto salire più in alto, è disceso dal Campo V con problemi di cuore e Wager lo sostituì come partner di Wyn-Harris, salendo al Campo V quello stesso pomeriggio. Il giorno seguente, il 23 maggio, ci fu un'alba fredda e nevosa; Shipton e Smythe salirono al Campo V con vento forte, mentre Wager e Wyn-Harris sono tornati al Campo V, a causa della mancanza di spazio nelle tende. Lo stesso giorno la linea radio fu estesa al Campo IV, il che significa che le parole di Ruttledge dal Campo IV potevano essere trasmesse a parole a Smijth-Windham al Campo III e la codifica di Thompson al Campo Base, al Daily Telegraph di Londra in sei ore. Il tempo cupo continuò per tutto il 23 e il 24 e, non essendoci alcun segno del gruppo sopra, Ruttledge, insieme a Wager, Wyn-Harris, Longland e Crawford salirono per indagare. A 7300 metri i principali membri del loro gruppo - Wager e Wyn-Harris - avevano appreso da Smythe mentre scendeva che il Campo V era stato abbandonato e che tutti stavano scendendo. Nella discesa in condizioni atroci, diversi sherpa subirono un congelamento - Lakpa Chedi in seguito ebbe due dita amputate e Pasang perse un dito - e Birnie, tentando di scivolare lungo la parete nord, perse il controllo e sarebbe morto se non fosse stato intervenutodi Da Tsering.

## Tentativi di scalata alla vetta

### Il primo: Wager e Wyn-Harris
Wager e Wyn-Harris hanno lasciarono il Campo VI alle 5:40 del 30 maggio, dopo aver trascorso un'ora a riscaldare l'acqua e aver mangiato "un pasto molto scarso", per tentare la scalata alla vetta. Non molto tempo dopo la partenza si imbatterono in una piccozza adagiata su lastre rocciose a circa 20 metri sotto la cresta nord-est, con la scritta Willisch di Täsch, fabbricante di attrezzature di Zermatt. La lasciarono dove la trovarono e lo raccolsero durante la loro discesa più tardi nel corso della giornata. In Everest 1933, il libro della spedizione di Ruttledge, scrisse che "è probabile che questa fosse la piccozza di Andrew Irvine"; che fosse altamente probabile che si trattava della piccozza di Irvine era per il fatto che tre tacche scolpite sulla piccozza corrispondevano esattamente alle tre tacche tagliate su un lato del suo bastone da ufficiale.
Il primo obiettivo di Wager e Wyn-Harris era vedere se il "secondo gradino" sulla cresta fosse scalabile. Girarono il primo gradino e passarono sotto il secondo gradino, senza rendersi conto che era circondato da una fascia di rocce a precipizio. Per cercare di scalare il second step, Wager e Wyn-Harris miravano a una gola che credevano portasse in cima al secondo gradino. Scoprendo che si trattava solo di una cava poco profonda, seguirono la traversata di Norton del 1924 lungo le lastre sopra la fascia gialla sulla parete nord, raggiungendo il Great Couloir alle 10:00.

### Il secondo: Shipton e Smythe
Shipton e Smythe stavano aspettando al Campo VI il ritorno di Wager e Wyn-Harris. Shipton, colpito da una malattia, non poteva proseguire oltre e dopo una breve discussione con Smythe, decide di scendere al Campo VI. Smythe insistette da solo. A 8500 metri, all'incirca alla stessa altezza di Wager e Wyn-Harris, Smythe tornò indietro.

## Conseguenze
L'indagine sul fallimento della spedizione organizzata dal Mount Everest Committee stabilì che Ruttledge, che era molto stimato e rispettato, non era un leader risoluto.
Nella sua recensione di Everest 1933 (Ruttledge, 1941, pubblicata per la prima volta nel 1934), G.L. Corbett elogiò il libro con le parole: "Ci sono passaggi belli più che mai della letteratura alpina". Analizzando la generale mancanza di successo della spedizione, affermò che sebbene "non c'è mai stato un tentativo su una montagna più accuratamente preparato, più metodicamente diretto", tre cose furono responsabili del mancato raggiungimento della vetta dell'Everest. In primo luogo, i disaccordi sull'ubicazione del Campo V e la conseguente discesa al Campo IV portarono alla perdita di una finestra di arrampicata insolitamente buona tra il 20 e il 22 maggio. Come disse in seguito Raymond Greene: "Può darsi che abbiamo perso non due giorni ma vent'anni". Il tempo da quel momento peggiorò bruscamente. Corbett attribuisce la colpa a Ruttledge, che avrebbe dovuto essere al Campo IV per dirigere le operazioni, piuttosto che a valle. In secondo luogo, le istruzioni a Wager e Wyn-Harris di provare ad affrontare il second step fece perdere tempo prezioso, e anche se alla fine decisero di intraprendere la traversata inferiore di Norton, non erano affatto convinti che il secondo gradino non fosse scalabile. Per quanto riguarda la flessibilità del loro approccio, Corbett citò Smythe, che aveva affermato che "l'Everest sarà scalato solo da un uomo determinato sulla via da percorrere, e qualsiasi dubbio o esitazione al riguardo porterà sempre alla sconfitta". Terzo, il fatto che Smythe sia stato costretto a scalare per la vetta da solo era direttamente attribuibile al fatto che Shipton si fosse ammalato durante il tentativo. L'arrampicata in solitaria, ha affermato Corbett, "non è una pratica da incoraggiare da nessuna parte: gli ultimi 300 metri dell'Everest, in condizioni pericolose, è pessimo alpinismo".
In Upon that Mountain (1943) Shipton scrisse che la spedizione era troppo grande e che il numero di alpinisti scelti – quattordici – era assurdo. Respinse la motivazione del mondo alpinistico secondo cui erano necessari alpinisti di riserva in caso di malattia, sostenendo che nel caso in cui nessuno "che fosse noto per essere in grado di arrampicarsi a grandi altitudini, abbia effettivamente avuto malori prima della scalata". Inoltre, il numeroso numero di alpinisti della spedizione ebbe un effetto psicologico negativo, facendo sentire gli alpinisti superflui a una spedizione il cui scopo era semplicemente quello di portare in vetta un numero molto ristretto di alpinisti: "Un tale stato di cose impone uno sforzo intollerabile a tutti, ed è destinato a creare attriti e una conseguente perdita di efficienza". In opposizione, Shipton apprezzò le spedizioni composte da un piccolo numero di alpinisti, ognuno dei quali "riconosce la sua importanza vitale nello sforzo comune e sente di avere un ruolo altrettanto indispensabile da svolgere". La sua dichiarazione del 1952 al Mount Everest Committee fu uno dei motivi per cui non fu scelto per guidare la fortunata spedizione del 1953 sull'Everest: "La mia nota antipatia per le grandi spedizioni e la mia avversione per l'elemento competitivo nell'alpinismo potrebbero benissimo sembrare fuori posto nella situazione attuale».